# Pau Ornosa Soler
Pau Ornosa Soler (Reus, segle XIX - 1951) va ser farmacèutic i alcalde de la seva ciutat.
Farmacèutic i capità del cos sanitari, va demanar l'excedència a l'exèrcit quan el seu oncle, Antoni Serra i Pàmies, li va deixar la farmàcia, que va traslladar, el 1920, a la casa Fàbregas i li va posar el nom de Farmàcia Serra, del doctor Ornosa. Membre de les juntes del Centre de Lectura i de la Cambra Oficial de la Propietat Urbana, no es va destacar mai en política, tot i que es va afiliar a la CEDA, i se li coneixien molt poques preocupacions doctrinals, per la qual cosa va sorprendre el seu nomenament com a alcalde de Reus el juny de 1950, quan va dimitir Pere Miralles, assumint també la Jefatura local del Movimiento. Era molt conegut a la ciutat per haver transformat l'establiment farmacèutic d'una botiga de remeis en un modern centre d'específics. Estava casat amb una filla de Pere Caselles, i el seu fill va continuar la farmàcia, quan ell va morir sobtadament el 23 de desembre de 1951. Era germà del fotògraf Josep Ornosa.